# Zvonko Canjuga
Zvonko Canjuga (Bjelovar, 1921.
), hrvatski bivši nogometaš. Igrao u napadu na lijevom krilu. Volio je mnogo driblati.
Rođen je u Bjelovaru. Karijeru počeo u mladim momčadima Građanskog i poslije kao senior zaigrao je u prvoj postavi Građanskog, zatim Lokomotive, Partizana i Rijeke. S Građanskim osvojio prvenstvo NDH. Dvaput je osvojio ligu ZNP. Ostavio je veliki trag u Rijeci za koju je u pet sezona postigao 43 pogotka. Bio je ključni napadač u tandemu sa Stojanom Osojnakom. Godine 1952. bio je najbolji strijelac Rijeke.